# Пер Ліндберг
Пер Аугуст Ліндберг (швед. Per August Lindberg; 5 березня 1890, Стокгольм — 7 лютого 1944, Стокгольм) — шведський театральний діяч, театральний та кінорежисер, сценарист, актор.

## Біографія
Народився в театральній сім'ї, син актора та режисера Юхана Аугуста та актриси Августи Ліндбергів. Ще будучи школярем, Пер Ліндберг супроводжував свого батька у театральних гастролях у Німеччині.
З 1909 навчався на філологічному факультеті Стокгольмського університету. У 1911—1912 роках перервав навчання, щоб супроводжувати батька в його гастролях Північною Америкою.
Дебютував на сцені у січні 1912 року у Чикаго. У 1912—1916 роках працював актором у трупі свого батька, у 1917—1918 роках виступав на сцені театру М. Рейнхардта в Берліні.
У 1918—1923 роках став першим директором і режисером Гетеборгського «Лоренсберг-театру», де поставив вистави «Як вам це сподобається» (1920), «Отелло», «Король Лір» (обидва в 1921), «Ромео та Джульєтта» (1922) Шекспіра, «Ерік XIV» (1919), «Народна казка», «Майстер Улоф» Стріндберга (обидва в 1920). У 1925—1927 р.р. керував Концертним театром (Konserthusteatern) у Стокгольмі.
Працюючи керівником у 1927—1930 роках Королівським драматичним театром Стокгольма, Пер Ліндберг організував так званий «Театральний клуб» — серію недільних денних вистав за дешевими абонементами, які поширювалися серед робітників. У цей період він поставив спектаклі «Життя є сон» Кальдерона, «Гоп-ля! Ми живі!» Толлера, «Людина, яка знову прожила своє життя» Лагерквіста, «Сведенх'єльми», «Долар» І. Бергмана.
У 1930—1934 і 1936—1938 рр.. очолював у Стокгольмі «Театр І. Екмана», в 1935—1936 роках — «Васа-театр», якийсь час керував театром Шведського радіо.